# (20851) Ramachandran
(20851) Ramachandran (2000 VA8) – planetoida z pasa głównego asteroid okrążająca Słońce w ciągu 4,85 lat w średniej odległości 2,86 j.a. Odkryta 1 listopada 2000 roku.